# Tömb (szemcseméret)
A tömb vagy kőtömb a nagy méretű kőzetdarab, illetve az azokból kialakult törmelékes üledékek elnevezése. A tömb méretét tekintve számos meghatározás létezik. A Krumbein-féle szemcseméretskála szerint a tömb olyan kőzetdarab, ami meghaladja a 256 milliméteres méretet. Más meghatározások nagyjából ugyanezt a határt állapítják meg, ugyanakkor a gyakorlatban a legtöbb esetben nincs is szükség ilyen pontos meghatározására. A felső korlát nincs megszabva, így a tömbnek számító kövek között igen nagy méretbeli különbségek vannak. A kőtömbnél kisebb kőzettörmelék a görgeteg (64–256 mm) és a kavics (2–64 mm)